# Pierścionek z końskiego włosia
Pierścionek z końskiego włosia – dwuczęściowa powieść Aleksandra Ścibora-Rylskiego, osnuta wokół losów młodzieży akowskiej, rozgrywająca się w okresie powstania warszawskiego oraz pierwszych miesięcy instalowania rządów komunistycznych w Polsce. Autor oddał powieść do druku w 1965 roku, lecz jej publikacja została wówczas zablokowana przez peerelowską cenzurę. W rezultacie Pierścionek… został wydany po raz pierwszy w 1991 roku, tj. blisko osiem lat po śmierci autora. Na motywach powieści Andrzej Wajda nakręcił w 1992 roku dramat wojenny pt. Pierścionek z orłem w koronie.

## Okoliczności powstania i publikacji powieści
W wywiadzie dla Życia Warszawy z 18 lutego 1965 Aleksander Ścibor-Rylski wspomniał o planach wydania nowej powieści, informując, że pracuje nad nią już od pięciu lat. Oznajmił wówczas także, iż złożył już w Państwowym Instytucie Wydawniczym dwa tomy planowanego utworu, dodając jednocześnie, że pracuje nad trzecim oraz rozważa napisanie czwartego i piątego. Pierścionek… nie został jednak dopuszczony do druku z przyczyn politycznych. Komunistyczni cenzorzy byli skłonni zgodzić się co najwyżej na publikację pierwszego tomu, którego akcja toczyła się w czasie powstania warszawskiego. Autor nie zgodził się jednak na ten kompromis. Zrezygnował ze starań o wydanie powieści oraz zarzucił pisanie pozostałych tomów.
Zablokowanie przez cenzurę publikacji Pierścionka… skłoniło Ścibora-Rylskiego do ostatecznej rezygnacji z ambitnego pisarstwa na rzecz pracy w przemyśle filmowym. Owa decyzja, w połączeniu z narastającymi problemami natury osobistej, spowodowała, że autor mimo postępującej liberalizacji systemu nie podejmował kolejnych prób wydania powieści. Nie zdecydował się również na jej publikację w wydawnictwach emigracyjnych lub w „drugim obiegu” . Kilka lat po śmierci autora do rzekomo zaginionego maszynopisu dotarł Tadeusz Drewnowski. W rezultacie Pierścionek… został wydany po raz pierwszy w 1991 roku – tj. po upływie ponad 25 lat od momentu oddania do druku, a zarazem blisko 8 lat po śmierci autora.

## Konstrukcja utworu
Powieść napisana jest w pierwszej osobie. Dzieli się na dwie części. Akcja pierwszej  rozgrywa się w powstańczej Warszawie, a sierpniowy zryw przedstawiony jest tam z perspektywy dowódcy powstańczego plutonu. W drugiej części akcja toczy się natomiast w bliżej nieokreślonej miejscowości podwarszawskiej, a osnuta jest wokół losów młodzieży akowskiej i jej rozmaicie kształtującego się stosunku do powstającej Polski Ludowej.

## Fabuła

### Część pierwsza
Warszawa, 1 sierpnia 1944. Na krótko przed godziną „W” podchorąży Marcin dowiaduje się, że w zastępstwie nieobecnego ppor. „Samuraja” musi przejąć dowództwo nad kilkudziesięcioosobowym plutonem Kedywu. Już pierwsze walki ukazują rażącą dysproporcję sił między oddziałami polskimi a niemieckimi. Wraz z pogarszającą się sytuacją militarną i śmiercią kolejnych kolegów Marcin coraz poważniej zaczyna kwestionować sens powstania. Jego zniechęcenie i brak zapału szybko przekładają się na pogorszenie stosunków z podwładnymi. Równocześnie Marcin zakochuje się z wzajemnością w Wiśce, młodziutkiej sanitariuszce z sąsiedniego plutonu. Ich tragiczne uczucie nie wykracza jednak poza sferę platoniczną.
Pod koniec września Niemcy przystępują do ostatecznego szturmu na dzielnicę. W czasie zaciętych walk ginie większość żołnierzy Marcina, a on sam zostaje ciężko ranny. Ostatniej nocy przed upadkiem powstania Marcin otrzymuje od Wiśki tytułowy pierścionek – wykonany z końskiego włosia, z wizerunkiem orła w koronie. Po kapitulacji dzielnicy oboje unikają niewoli, ukrywając się w tłumie wypędzanej ludności cywilnej. Na jednym z punktów zbornych dochodzi jednak do tragedii. Na oczach bezsilnego Marcina Wiśka zostaje uprowadzona i zgwałcona przez pozostających na niemieckiej służbie „własowców”.

### Część druga
Zima 1944/1945. Ciężko ranny Marcin przechodzi rekonwalescencję w podwarszawskim miasteczku. Opiekę sprawuje nad nim sanitariuszka Janina, jego dawna podwładna z czasów konspiracji i powstania. Oboje znajdują przytułek u matki zaginionego powstańca. Za pośrednictwem Czerwonego Krzyża Marcin poszukuje Wiśki (wywiezionej przez Niemców wkrótce po wyjściu z Warszawy), wkrótce nawiązuje jednak romans z Janiną. W międzyczasie parę odwiedza major Sztajnert, który proponuje Marcinowi wstąpienie w szeregi organizacji NIE, przeciwstawiającej się dominacji ZSRR oraz instalowaniu rządów komunistycznych w Polsce. Marcin, przekonany o bezsensie dalszej walki, odrzuca propozycję. Czując się nadal odpowiedzialnym za los swoich podwładnych, a zarazem obawiając się, iż Sztajnert wciągnie ich w skazaną z góry na klęskę działalność konspiracyjną, postanawia na własną rękę szukać porozumienia z nową władzą. W tym celu nawiązuje kontakt z „Tatarem” – żołnierzem AL, któremu wraz z Wiśką ocalili życie po upadku powstania, obecnie sekretarzem komitetu powiatowego PPR.
Starania Marcina kończą się niepowodzeniem. Dawni podwładni nie chcą nawet wysłuchać jego propozycji, podczas gdy praca w charakterze szofera w powiatowym Urzędzie Bezpieczeństwa pozbawia go złudzeń na temat charakteru „władzy ludowej”. Marcin nawiązuje ponownie kontakt ze Sztajnertem i zostaje jego informatorem. Szybko zostaje jednak zdemaskowany przez Bezpiekę. Porucznik Kosior, podający się za przedstawiciela „narodowej frakcji” wewnątrz UB, postanawia wykorzystać Marcina oraz pułkownika „Prawdzica” (wyciągniętego w ostatniej chwili z transportu na Sybir) do nawiązania kontaktu z dowództwem AK – rzekomo celem znalezienia modus vivendi, które pozwoli uniknąć niepotrzebnego przelewu polskiej krwi. Propozycja porozumienia okazuje się jednak prowokacją, a Sztajnert i przybyli na spotkanie przedstawiciele Podziemia zostają uprowadzeni.
Marcin unika aresztowania i ucieka do zrujnowanej Warszawy. Spotyka się z Janiną na miejscu dawnych walk ich plutonu. Powieść kończy się w momencie, gdy Janina informuje Marcina, iż zna adres Wiśki, która powróciła z tułaczki i już od dwóch miesięcy zamieszkuje w stolicy.

### Postacie
- Marcin – narrator i główny bohater powieści. Żołnierz Kedywu AK, pochodzący z inteligenckiej rodziny. Zdał maturę na tajnych kompletach, ma również za sobą rok podziemnego uniwersytetu[10].
- Wiśka (właśc. Wiesława Dobrucka)[11] – powstańcza sanitariuszka, ukochana Marcina, właścicielka tytułowego pierścionka.
- Janina – sanitariuszka w plutonie Marcina, jego najbardziej zaufana podwładna[12]. Uosobienie odpowiedzialności, pracowitości i przedsiębiorczości. Pochodzi z robotniczej rodziny[13]. W drugiej części powieści ona i Marcin zostają kochankami.
- Tadeusz/„Tatar” – żołnierz AL (w powstaniu stracił rękę); następnie sekretarz komitetu powiatowego PPR[8]. Zaangażowany w realizację reformy rolnej. Został komunistą z powodu miłości do kobiety[14].
- major Sztajnert – oficer AK i NIE, pierwszy dowódca Marcina w konspiracji[15]. Gorący patriota, przeciwnik jakichkolwiek kompromisów z Sowietami.
- porucznik Kosior – formalnie zastępca kierownika powiatowego Urzędu Bezpieczeństwa, w rzeczywistości wysoko postawiony oficer Bezpieki, dysponujący szerokimi kompetencjami. Miał jakoby spędzić cztery lata w łagrze za Uralem[16].

## Nawiązania do wydarzeń historycznych
Autor konsekwentnie unika podawania w powieści nazw geograficznych, kryptonimów oddziałów itp. Niemniej obecne w Pierścionku...  nawiązania do wydarzeń historycznych pozostają stosunkowo łatwe do rozszyfrowania. Pluton Marcina walczy na warszawskim Żoliborzu, a jego szlak bojowy pokrywa się zasadniczo ze szlakiem bojowym Zgrupowania „Żniwiarz”, w którego szeregach Ścibor-Rylski walczył w powstaniu warszawskim. Prowokacja zakończona aresztowaniem wielu wysokich rangą oficerów AK stanowi czytelne nawiązanie do sprawy porwania przez NKWD szesnastu przywódców Polskiego Państwa Podziemnego. Postać majora Sztajnerta jest przy tym w dużej mierze wzorowana na generale Leopoldzie Okulickim. Stacja kolejowa, z której aresztowani żołnierze AK wywożeni są do łagrów, bywa natomiast umiejscawiana w Rembertowie, gdzie w latach 1944–1945 funkcjonował specjalny obóz NKWD.

## Pierścionek z końskiego włosia na tle literatury powstańczej
W Pierścionku z końskiego włosia Ścibor-Rylski powraca do autobiograficznego „przeżycia pokoleniowego”, dokonując swoistego rozrachunku z powstańczą przeszłością. Na tle literatury poświęconej powstaniu warszawskiemu jego powieść sytuuje się zdecydowanie w nurcie krytycznym. Walka i umieranie są tu całkowicie odarte z patosu i romantyzmu, a dramat klęski oraz przykłady fanfaronady i nieodpowiedzialność powstańczych dowódców – opisywane szczerze i bezkompromisowo . Ważną rolę odgrywa również w powieści motyw bezradności jednostki wobec mechanizmów historii . Zbigniew Jarosiński oceniał, iż autor odchodząc od kombatanckiego etosu „brał stronę tych, którzy zginęli albo nieostrożnie przegrali swe życie w historycznym katakliźmie”. Krzysztof Masłoń uznał z kolei, iż w Pierścionku...  „najwięcej jest goryczy” . Na ową gorycz zwracał również uwagę Tadeusz Drewnowski.
Drewnowski uznał Pierścionek z końskiego włosia za najwybitniejsze dzieło Ścibora-Rylskiego. Krzysztof Masłoń w swym rankingu najważniejszych książek o powstaniu warszawskim przyznał tej powieści dziesiąte miejsce. Ocenił jednocześnie, że fakt, iż Pierścionek...  został wydany dopiero po przełomie 1989 roku, sprawił, iż powieść nie zdołała odegrać istotnej roli w debacie na temat sensu i znaczenia powstania warszawskiego .

## Adaptacja filmowa
W 1992 roku na motywach powieści Andrzej Wajda nakręcił dramat wojenny pt. Pierścionek z orłem w koronie. Film – uznawany za swoiste pożegnanie reżysera z polską szkołą filmową – oparty był przede wszystkim na drugiej części powieści. Losom Marcina i jego plutonu w powstaniu warszawskim poświęconych jest natomiast tylko kilka pierwszych scen. W filmie znalazły się – nieobecne w powieści – nawiązania do nakręconego ponad 30 lat wcześniej  przez Wajdę Popiołu i diamentu. Odmienne jest również zakończenie .